# Rich Peppiatt
Rich Peppiatt es un escritor y director de cine inglés, conocido por su película Kneecap de 2024. Debido a este filme, Peppiatt recibió nominaciones en cuatro categorías en los Premios BAFTA, entre otras Mejor Debut de un Escritor, Director o Productor Británico.

## Vida personal
Peppiatt vive en Belfast, Irlanda del Norte. Su esposa es irlandesa.

## Filmografía

### Cine
| Año  | Título              | Contribución                     | Notas        |
| ---- | ------------------- | -------------------------------- | ------------ |
| 2014 | One Rogue Reporter  | Director, escritor y productor   | Documental   |
| 2017 | Hutching Up         | Director, escritor y productor   | Cortometraje |
| 2018 | Grounded            | Director, escritor y productor   | Cortometraje |
| 2018 | Backseat Driver     | Director, coescritor y productor | Cortometraje |
| 2018 | Who Killed the KLF? | Productor ejecutivo              | Documental   |
| 2024 | Kneecap             | Director y escritor              | Película     |

### Televisión
| Año       | Título                         | Contribución                   | Notas               |
| --------- | ------------------------------ | ------------------------------ | ------------------- |
| 2016-2018 | Supershoppers                  | Director, escritor y productor | Serie de televisión |
| 2019      | Tricks of the Restaurant Trade | escritor                       | 5 episodios         |

## Premios y nominaciones
| Premio                          | Año  | Categoría                                        | Trabajo | Resultado | Ref.  |
| ------------------------------- | ---- | ------------------------------------------------ | ------- | --------- | ----- |
| British Independent Film Awards | 2024 | Mejor película independiente británica           | Kneecap | Ganador   | [ 3 ] |
| British Independent Film Awards | 2024 | Mejor Director                                   | Kneecap | Nominado  | [ 3 ] |
| British Independent Film Awards | 2024 | Mejor guion                                      | Kneecap | Nominado  | [ 3 ] |
| British Independent Film Awards | 2024 | Premio Douglas Hickox (Mejor director debutante) | Kneecap | Nominado  | [ 3 ] |
| British Independent Film Awards | 2024 | Mejor guionista debutante                        | Kneecap | Ganador   | [ 3 ] |
| European Film Awards            | 2024 | Descubrimiento Europeo – Prix FIPRESCI           | Kneecap | Nominado  | [ 4 ] |
| European Film Awards            | 2024 | Premio universitario de cine europeo             | Kneecap | Nominado  | [ 5 ] |
| Galway Film Fleadh              | 2024 | Mejor Película Irlandesa                         | Kneecap | Ganadora  |       |
| Galway Film Fleadh              | 2024 | Mejor Película de lengua Irlandesa               | Kneecap | Ganador   |       |
| Galway Film Fleadh              | 2024 | Premio de Audiencia                              | Kneecap | Ganador   |       |
| South by Southwest              | 2024 | Premio de Audiencia                              | Kneecap | Nominado  | [ 6 ] |
| Sundance Film Festival          | 2024 | Premio de audiencia NEXT                         | Kneecap | Ganador   | [ 7 ] |
| Sydney Film Festival            | 2024 | Mejor Película                                   | Kneecap | Nominado  | [ 8 ] |